# طريق كيماغوريه البرتقالي
طريق كيماغوريه البرتقالي (باليابانية: きまぐれオレンジ☆ロード) هي سلسلة مانغا يابانية كتبها ورسمها إيزومي ماتسوموتو. نُشرت في شونن جمب الأسبوعية من عام 1984 إلى عام 1987، وجمعت في 18 مجلد تانكوبون من قبل شركة شوئيشا.